# Mesua floribunda
Mesua floribunda är en tvåhjärtbladig växtart som först beskrevs av Nathaniel Wallich, och fick sitt nu gällande namn av André Joseph Guillaume Henri Kostermans. Mesua floribunda ingår i släktet Mesua och familjen Calophyllaceae. Inga underarter finns listade i Catalogue of Life.